# رام كومار شارما
رام كومار شارما (بالهندية: राम कुमार शर्मा؛ بالإنجليزية: Ram Kumar Sharma) هو سياسي هندي، ولد في 8 يناير 1964. نشط حزبياً في Rashtriya Lok Samta Party ‏. في 2014 Indian general election in Sitamarhi Lok Sabha constituency ‏، انتخب عضو لوك سابها السادسة عشر ‏ عن دائرة Sitamarhi Lok Sabha constituency ‏ وقد انضم خلال فترته النيابية ‏  للكتلة البرلمانية Rashtriya Lok Samta Party ‏.